# ビェルスコ公国

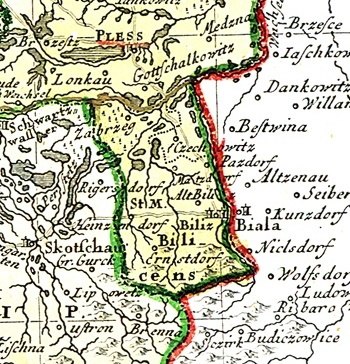
1746年における地図

ビェルスコ公国（独: freie Standesherrschaft Bielitz, Fürstentum Bielitz, Herzogtum Bielitz, 羅: status minores Bilicensis, status maiores Bilicensis, ducatus Bilicensis, 波:Państwo bielskie, Księstwo bielskie,捷: Bílské knížectví ）は、シロンスク公国群の一つ。首都はビェルスコ。
ビェルスコ公国は1572年にボヘミア王冠領の封土としてチェシン公国から創設され、ヴァツワフ3世によりCharles Promitzへ売却された。その後、1582年にAdam Schaffgotschへ売却されたが、10年後に再びSunnegh家へ売却された。1724年になり、Henry of SalmへPaństwo stanowe（State country）売却された。1743年にフリードリヒ・ヴィルヘルム・フォン・ハウクヴィッツにより所有される領地となり、1751年にその地位はstatus maioresへと変更されたので、代表者をシレジア議会へ行かせることができるようになった。
1752年に、ビェルスコstatus maioresはAleksander Józef Sulkowskiにより購入された。同年にはstatus maioresは、侯国（Fürstentum）の地位へと変更された。1754年11月2日に、オーストリア大公マリア・テレジアはビェルスコ公国（Herzogtum Bielitz）を創設した。公爵はボヘミア王の臣下であった。ビェルスコ公の次の保持者には公爵の称号に対する権利があり、残りの家族の一員には侯爵の地位にあるとみなされた。
公国はオーストリア領シレジアにおける自治公国として、1849年まで存在した。ポーランドとチェコスロバキア間における1920年のチェシンシレジアの分割の後、ポーランドの一部となった。